# Arno Paul Bäumer
Arno Paul Bäumer (* 2. Februar 1920 in Hamburg; † 18. August 1997 in München) war ein deutscher Versicherungsmanager und -verbandsfunktionär. Ab 1967 war er Vorstandsmitglied bei der Allianz AG und zwischen 1971 und 1985 Vorstandsvorsitzender der Allianz Lebensversicherung, von 1975 bis 1979 war er der zehnte Präsident des Gesamtverbands der Deutschen Versicherungswirtschaft.

## Beruflicher Werdegang
Bäumer trat im Sommer 1949 als Mitarbeiter der Zweigniederlassung Hamburg in den Dienst der Allianz, in der Folgezeit war er an verschiedenen Stationen im Innen- und Außendienst des Versicherungskonzerns tätig. 1961 übernahm er die Leitung der Zweigniederlassung Berlin, sechs Jahre später wurde er Mitglied des Vorstands der Allianz Versicherung. 1971 rückte er bei der Lebensversicherungstochter Allianz Lebensversicherung zum Vorstandsvorsitzenden auf. Unter seiner Leitung festigte das Unternehmen seine Stellung als Marktführer im deutschen Lebensversicherungsmarkt. Gleichzeitig initiierte er die technische Modernisierung des Versicherers und etablierte eine neue, effektivere Führungsstruktur, zudem wurden neue Produkte wie die Pflegerentenversicherung auf den Markt gebracht und ein extern testierter Nachweis für die dauerhaft erbringbare Überschussbeteiligung eingeführt, der im später aufsichtsrechtlich verpflichtenden Finanzierbarkeitsnachweis mündete. Zeitweilig wurden ihm Ambitionen nachgesagt, Wolfgang Schieren als Vorstandsvorsitzenden des Gesamtkonzerns zu beerben. Nachdem auf der Hauptversammlung im Juni 1985 der bisher für das US-Lebensversicherungsgeschäft der Allianz zuständige Uwe Haasen zu seinem Nachfolger gewählt worden war, trat er in den Ruhestand und rückte in den Aufsichtsrat der Gesellschaft auf, wo er bis 1990 zeitweilig als stellvertretender Vorsitzender saß. Nach dem Tod Rudolf von Bennigsen-Foerders 1989 rückte er als Ersatzmitglied in den Aufsichtsrat der Allianz Holding, hier saß er noch bis 1993.
Bäumer engagierte sich parallel zu seiner Arbeit bei der Allianz auch in Branchengremien. Nachdem er dreieinhalb Jahre als Vizepräsidentschaft des GDV unter Hermann Stech und Otto Vossen gewirkt hatte, übernahm er 1975 für vier Jahre die Präsidentschaft des Interessenverbandes der deutschen Versicherungswirtschaft. Nach der Amtsübergabe an Georg Büchner 1979 war er weiter in verschiedenen Gremien vertreten, aus denen er bis Ende 1984 aus Altersgründen ausschied. Im Herbst 1984 berief ihn der baden-württembergische Ministerpräsident Lothar Späth in eine Beraterkommission aus Politik und Wirtschaft zur Modernisierung der Verwaltung und Entwicklung moderner Führungs- und Personalstrukturen vor dem Hintergrund der technologischen Entwicklungen, der neben ihm unter anderem auch der IBM-Deutschland-Chef Lothar Sparberg angehörte.
Bäumer war ab 1980 Ehrensenator der Universität Hohenheim, 1982 zeichnete ihn die Universität Karlsruhe, an der er den Versicherungsstudiengang initiiert hatte, mit der Ehrendoktorwürde aus.